# Spencer Compton (2e marquis de Northampton)
Spencer Joshua Alwyne Compton (2 janvier 1790 - 17 janvier 1851) est un noble britannique et un mécène des sciences et des arts. Connu sous les noms de Lord Compton de 1796 à 1812 et de comte Compton de 1812 à 1828, avant d'être titré comme marquis de Northampton.

## Biographie
Deuxième fils du Charles Compton (1er marquis de Northampton), il étudie au Trinity College de Cambridge et obtient une maîtrise en 1810 . En 1812, à la suite de l'Assassinat de Spencer Perceval, son cousin, il a pris place à la Chambre des communes pour Northampton. .
Aux Communes, il se taille une réputation de non-conformiste. Malgré les solides références conservatrices de sa famille, il vote souvent contre le gouvernement conservateur de l'époque. Cela le conduit à perdre son siège aux élections générales de 1820.
Après 1820, il s'établit en Italie, où sa maison devint un centre d'attraction pour les opposants politiques en Lombardie et à Naples. Il rentre en Angleterre en 1830 et devient une figure éminente de la vie politique et culturelle. Il a appuyé le projet de loi sur la réforme à la Chambre des lords, mais s’est davantage engagé dans la promotion des arts et des sciences .
En 1820-1822; il est président de la Société géologique de Londres. Il est président de l'Institut royal d'archéologie et en 1838 est devenu président de la Royal Society, un poste qu'il occupe pendant dix ans. Il s'intéresse à la géologie, en particulier aux fossiles, même s'il n'est pas lui-même un scientifique, mais plutôt un amateur intéressé. L'espèce de dinosaure Regnosaurus northamptoni a été nommée en son honneur. Il démissionne en 1848 en raison de son opposition à la professionnalisation croissante de la Société. Il est élu membre honoraire étranger de l'Académie américaine des arts et des sciences en 1846 . Il occupa le poste de président de la Royal Society of Literature de 1849 jusqu'à sa mort.
Il meurt le 17 janvier 1851 et est enterré à Castle Ashby le 25 janvier .

## Famille
Le 24 juillet 1815, il épouse Margaret Douglas-Maclean-Clephane, poète admirée par Walter Scott et William Wordsworth, bien que sa poésie ne soit pas publiée. Le mariage est heureux et a eu six enfants. Le couple a vécu en Italie pendant dix ans de 1820 à 1830. Compton succède à son père en tant que marquis de Northampton en 1828. Après la mort de Lady Northampton en 1830, Northampton est retourné en Angleterre. Ils ont eu plusieurs enfants :

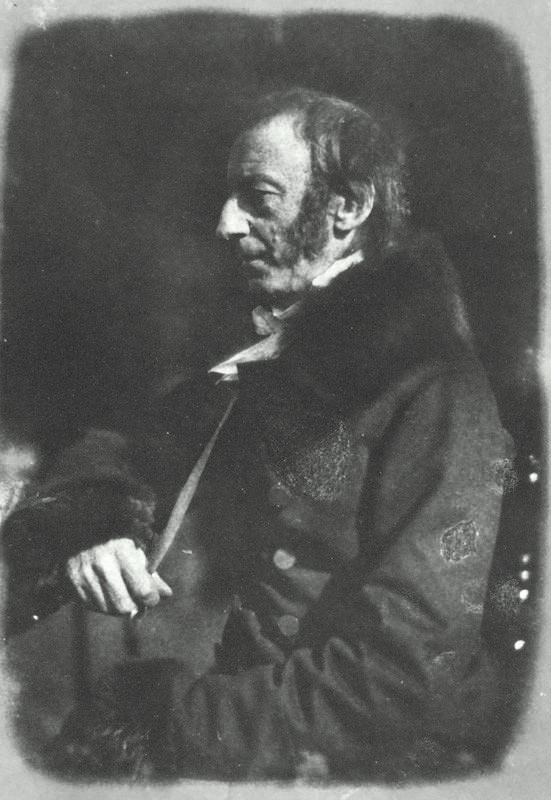
Spencer Compton, 2e marquis de Northampton en 1844

- Charles Compton (3e marquis de Northampton) (1816-1877)
- Lady Marianne Compton (1817-1888), plus tard Lady Marian Alford
- Amiral William Compton (4e marquis de Northampton) (1818-1897)
- Lord Alwyne Compton (1825-1906), successivement doyen de Worcester et évêque d'Ely
- Lady Margaret Compton, mariée à Frederick Leveson-Gower.